# Supercúmul de Laniakea
El Supercúmul de Laniakea (del hawaià lani, paradís, i akea espaiós) és el supercúmul de galàxies on està ubicada la Via Làctia, el nostre Sistema Solar i, per tant, la Terra. El supercúmul va ser descrit per primera vegada per astrònoms de la Universitat de Hawaii a Manoa en un article publicat a la revista Nature el setembre de 2014. Laniakea conté 100.000 galàxies i 10.000.000.000.000.000 estrelles i la seva mida aproximada és de 160 Mpc. En aquest estudi, l'equip de R. Brent Tully ha fet servir un nou mètode per obtenir un mapa que representa la distribució de la matèria i han pogut identificar per primer cop aquest supercúmul.
És una regió que agrupa quatre grans supercúmuls de galàxies relativament pròxims entre si: 
- Supercúmul de la Verge: El Grup Local i la pròpia galàxia de la Via Làctia que forma part d'aquest.
- Supercúmul Hidra-Centaure, que distingeix entre: El Gran Atractor (lloc proper a la constel·lació d'Escaire que és el centre gravitacional de sistema) i La Gran Muralla de la Màquina Pneumàtica o cúmul d'Hidra.
- Supercúmul de Centaure.
- Supercúmul meridional que inclou el cúmul del Forn, el cúmul de l'Orada i el cúmul d'Eridà.

Igual que altres regions similars formades per agregats de diversos supercúmuls, ni és compacta gravitacionalment ni està perfectament definida, és probable que la matèria fosca la faça evolucionar cap a una disgregació i fractura de les parts que la componen.
Després, el supercúmul de Laniakea se situa directament a l'univers